# Romano Battisti
Romano Battisti, född den 21 augusti 1986 i Priverno i Italien, är en italiensk roddare.
Han tog OS-silver i dubbelsculler i samband med de olympiska roddtävlingarna 2012 i London.